# Elecciones provinciales del Chaco de 1995
Las elecciones generales de la provincia del Chaco de 1995 tuvieron lugar entre septiembre y octubre del mencionado año con el objetivo de renovar los cargos de Gobernador, Vicegobernador, y 16 de los 32 escaños de la Legislatura Provincial. Fueron las primeras elecciones después de que una reforma constitucional introdujera el sistema de segunda vuelta electoral o balotaje entre los dos candidatos a gobernador más votados, en caso de que el primero no obtuviese más del 50% de los votos válidos en la primera vuelta.
En la primera vuelta de las elecciones, realizadas junto con las legislativas el 10 de septiembre de 1995, el candidato del Partido Justicialista (PJ), el exgobernador Florencio Tenev, obtuvo la primera minoría con amplitud con un 43.82% de los votos, sin obtener el porcentaje requerido para ganar en primera vuelta. En segundo lugar quedó Ángel Rozas, candidato de la Unión Cívica Radical (UCR), que además contaba con el apoyo electoral del Frente País Solidario (FREPASO) en lo que después se llamaría Frente de Todos (FdT), con un 35.39% de lo sufragios. En tercer lugar quedó el partido oficialista Acción Chaqueña (ACHA), con José Ruiz Palacios, el último Gobernador de facto que tuvo la provincia (entre 1981 y 1983) con el 20.25% de los votos. En cuarto y último lugar quedó Aurelio Díaz, del Partido Comunista (PC) y apoyado por la boleta del Partido del Trabajo y el Pueblo (PTP), con el 0.53%. La participación fue del 77.06% del electorado.
El 8 de octubre se realizó la segunda vuelta. Acción Chaqueña apoyó a la UCR. En una competencia sumamente reñida, el resultado de la primera vuelta se invirtió al obtener Rozas el 50.84% de los votos contra el 49.16% de Tenev, accediendo entonces a la gobernación. La participación se redujo significativamente, a un 74.78%.
En el plano legislativo, el PJ obtuvo 8 de los 16 escaños en disputa, manteniendo la mayoría simple con 14 de las 32 bancas, la UCR obtuvo 5, lo que la dejaba con 9, y Acción Chaqueña obtuvo 3, quedándose también con 9. Cuando se creó el "Frente de Todos", Acción Chaqueña se unió al mismo, por lo que el gobierno de Rozas contaría con una mayoría absoluta de 18 escaños.

## Resultados

### Gobernador y Vicegobernador
| Fórmula                            | Fórmula                            | Partido/Alianza                    | Partido/Alianza                                    | Partido/Alianza                                    | 1.ª vuelta | 1.ª vuelta | 2.ª vuelta | 2.ª vuelta |
| Gobernador                         | Vicegobernador                     | Partido/Alianza                    | Partido/Alianza                                    | Partido/Alianza                                    | Votos      | %          | Votos      | %          |
| ---------------------------------- | ---------------------------------- | ---------------------------------- | -------------------------------------------------- | -------------------------------------------------- | ---------- | ---------- | ---------- | ---------- |
| Ángel Rozas                        | Miguel Pibernus                    |                                    |                                                    | Unión Cívica Radical                               | 132.681    | 32,29      | 174.719    | 43,29      |
| Ángel Rozas                        | Miguel Pibernus                    |                                    | Frente País Solidario                              | 12.721                                             | 3,10       | 30.467     | 7,55       |            |
| Ángel Rozas                        | Miguel Pibernus                    | Total Frente de Todos              | Total Frente de Todos                              | Total Frente de Todos                              | 145.402    | 35,39      | 205.186    | 50,84      |
| Florencio Tenev                    | Roberto Bracone                    |                                    |                                                    | Partido Justicialista                              | 167.794    | 40,84      | 164.854    | 40,85      |
| Florencio Tenev                    | Roberto Bracone                    |                                    | Unión del Centro Democrático                       | 7.019                                              | 1,71       | 14.176     | 3,51       |            |
| Florencio Tenev                    | Roberto Bracone                    |                                    | Partido Nacionalista Constitucional                | 5.236                                              | 1,27       | 19.344     | 4,79       |            |
| Florencio Tenev                    | Roberto Bracone                    | Total Frente Justicialista Popular | Total Frente Justicialista Popular                 | Total Frente Justicialista Popular                 | 180.049    | 43,82      | 198.374    | 49,16      |
| José Ruiz Palacios                 | Elda Pértile                       |                                    |                                                    | Acción Chaqueña                                    | 77.771     | 18,93      |            |            |
| José Ruiz Palacios                 | Elda Pértile                       |                                    | Movimiento por la Dignidad y la Independencia      | 5.444                                              | 1,33       |            |            |            |
| José Ruiz Palacios                 | Elda Pértile                       | Total Alianza Acción Chaqueña      | Total Alianza Acción Chaqueña                      | Total Alianza Acción Chaqueña                      | 83.215     | 20,25      |            |            |
| Aurelio Díaz                       | Rodolfo Schwartz                   |                                    | Partido Comunista-Partido del Trabajo y del Pueblo | Partido Comunista-Partido del Trabajo y del Pueblo | 2.198      | 0,53       |            |            |
|                                    |                                    |                                    |                                                    |                                                    |            |            |            |            |
| Votos positivos                    | Votos positivos                    | Votos positivos                    | Votos positivos                                    | Votos positivos                                    | 410.864    | 97,42      | 403.560    | 98,60      |
| Votos en blanco                    | Votos en blanco                    | Votos en blanco                    | Votos en blanco                                    | Votos en blanco                                    | 9.256      | 2,19       | 3.835      | 0,94       |
| Votos anulados                     | Votos anulados                     | Votos anulados                     | Votos anulados                                     | Votos anulados                                     | 1.620      | 0,38       | 1.885      | 0,46       |
| Total de votos                     | Total de votos                     | Total de votos                     | Total de votos                                     | Total de votos                                     | 421.740    | 100        | 409.280    | 100        |
| Votantes registrados/participación | Votantes registrados/participación | Votantes registrados/participación | Votantes registrados/participación                 | Votantes registrados/participación                 | 547.311    | 77,06      | 547.311    | 74,78      |
| Fuentes:                           |                                    |                                    |                                                    |                                                    |            |            |            |            |

### Cámara de Diputados
| ← 1993 · Cámara de Diputados · 1997 → | ← 1993 · Cámara de Diputados · 1997 →         | ← 1993 · Cámara de Diputados · 1997 →         | ← 1993 · Cámara de Diputados · 1997 → | ← 1993 · Cámara de Diputados · 1997 → | ← 1993 · Cámara de Diputados · 1997 → | ← 1993 · Cámara de Diputados · 1997 → | ← 1993 · Cámara de Diputados · 1997 → | ← 1993 · Cámara de Diputados · 1997 → | ← 1993 · Cámara de Diputados · 1997 → |
| Partido                               | Partido                                       | Partido                                       | Votos                                 | %                                     | Bancas                                | Bancas                                | Bancas                                | Bancas                                | Candidatos |
| Partido                               | Partido                                       | Partido                                       | Votos                                 | %                                     | Obtenidas                             | +/-                                   | Totales                               | +/-                                   | Candidatos |
| ------------------------------------- | --------------------------------------------- | --------------------------------------------- | ------------------------------------- | ------------------------------------- | ------------------------------------- | ------------------------------------- | ------------------------------------- | ------------------------------------- | --- |
|                                       |                                               | Partido Justicialista                         | 166.549                               | 41,03                                 |                                       |                                       |                                       |                                       | |
|                                       | Partido Nacionalista Constitucional           | 5.208                                         | 1,28                                  |                                       |                                       |                                       |                                       |                                       | |
| Total Frente Justicialista Popular    | Total Frente Justicialista Popular            | Total Frente Justicialista Popular            | 171.757                               | 42,31                                 | 8/16                                  | 2                                     | 14/32                                 | 2                                     | Ver candidatos: 1. Julio René Sotelo 2. Rodolfo Alcides García 3. María Inés Fioravanti de Klees 4. Jacobo Rach 5. Jorge Federico Damilano 6. Elsa Gladys González 7. Jorge Belzor Miño 8. María Cristina Rodríguez 9. Orlando José Scozzarro 10. Héctor Horacio Dolce 11. Héctor Vidal Pereira 12. Fátima Alejandra Croci 13. Julio Rito Quintana 14. Romando Martínez 15. Elsa Amelia Codutti 16. Gabino Enrique Romero                    |
|                                       | Unión Cívica Radical                          | Unión Cívica Radical                          | 128.504                               | 31,66                                 | 5/16                                  | 1                                     | 9/32                                  | 2                                     | Ver candidatos: 1. Carlos Ulrich 2. María Pía Rizzotti de Veirave 3. Leandro Hipólito Máximo Salom 4. Roberto Marcelos Stafuza 5. Jorge Luis Hardy 6. Ramona Ester Veloso de Zaragoza 7. Orlando Emilio Vega 8. Olinda Montenegro 9. Francisco Sixto García 10. José Pedro Moreno 11. Mariela Mercadin 12. Daniel Javier Ruiz 13. Miguel José Luis García 14. Jorge Walter Gustavo Vega 15. María Beikys de Rose 16. Ricardo Humberto Dusset |
|                                       | Acción Chaqueña                               | Acción Chaqueña                               | 78.016                                | 19,22                                 | 3/16                                  | 3                                     | 9/32                                  | 4                                     | Ver candidatos: 1. Jorge Enrique Winter 2. Gregorio Ruiz 3. Shirley Brunilde Fuchs 4. Julio Beker 5. Julio Argentino Florentín 6. Mirta Lilian Pujalte 7. Pablo Alberto Chelin 8. Agustín Daniel Detzel 9. Rosario Belkys Ávalos 10. Jorge Antonio Sánchez 11. Roberto Miguel Fantín 12. Graciela del Carmen Vargas 13. Jorge René Czombos 14. Alfredo Benigno Maina 15. Vicenta Rosalía Benítez 16. Eduardo Roberto Viñuela                 |
|                                       | Frente País Solidario                         | Frente País Solidario                         | 12.635                                | 3,11                                  | 0/16                                  | Sin cambios                           | 0/32                                  | Sin cambios                           | Ver candidatos: 1. Eduardo Emilio Saliva 2. Ernesto Antonio Martina 3. Marta Cristina Capitanich 4. Oscar René Lencina 5. Ana Beatriz Brizuela Grossi 6. Huntor Gallardo 7. Héctor Daniel Trabalón 8. María Guadalupe de la Corte 9. Hugo Hipólito Velázquez 10. David Nazareno Zambrino 11. Beatriz Celsa Duarte Agüero 12. Jorge Miguel Zarycz 13. Lidia Rodas 14. Roberto Pablo Meyer 15. Horacio Celso Borda                             |
|                                       | Unión del Centro Democrático                  | Unión del Centro Democrático                  | 7.377                                 | 1,82                                  | 0/16                                  | Sin cambios                           | 0/32                                  | Sin cambios                           | Ver candidatos: 1. Carlos Enrique Chiapello 2. Eleonora Ylieff 3. Juan Esteban Tibaldo 4. Eduardo Alberto Mottet 5. María Fernanda Galdeano 6. Fredyc Germán Benítez 7. Julio Omar Herrera 8. Julio Yolanda Cendra 9. Urbano Delucca Bourges 10. Nicolás Edgardo Noel Lezcano 11. Olga María Isabel Rosemberg 12. Félix Mario Orcola 13. Carlos Alberto Caravaca Pazos 14. Enriqueta Navarrete 15. Ramón Elvio Godoy 16. Gilberiano Lezcano  |
|                                       | Movimiento por la Dignidad y la Independencia | Movimiento por la Dignidad y la Independencia | 5.431                                 | 1,34                                  | 0/16                                  | Sin cambios                           | 0/32                                  | Sin cambios                           | Ver candidatos: 1. Hugo Luis Wasinger 2. Oscar Agustín Cervera 3. María Angélica Amarilla 4. Lino Mauricio Fernández 5. Noemí Eulalia Redondo 6. Enrique Martín Martínez 7. Ysidro Cuevas 8. Rubén Núñez 9. Norma Viviana Obregón 10. Luis Quiroz 11. Beatriz Concepción Machacek 12. Pedro Benítez |
|                                       | Partido del Trabajo y del Pueblo              | Partido del Trabajo y del Pueblo              | 2.219                                 | 0,55                                  | 0/16                                  | Sin cambios                           | 0/32                                  | Sin cambios                           | Ver candidatos: 1. Carlos Omar Martínez 2. Graciela Susana Canalis 3. Adolfo Raúl Molodezky 4. Luis Edgardo Argañarás 5. Dominga Maidana 6. María Cristina Quenardelle 7. Patricia Elizabeth Ferreira 8. Luis Mañanes 9. Aníbal Fabián Zalazar 10. Rodolfo Romero 11. Héctor Mauricio Vicente 12. Elsa Arabella Dellatorre 13. Eduardo Gabriel Armando 14. Jorge Héctor Moglia 15. Santiago Almada                                           |
|                                       |                                               |                                               |                                       |                                       |                                       |                                       |                                       |                                       | |
| Votos positivos                       | Votos positivos                               | Votos positivos                               | 405.939                               | 96,25                                 |                                       |                                       |                                       |                                       | |
| Votos en blanco                       | Votos en blanco                               | Votos en blanco                               | 14.292                                | 3,39                                  |                                       |                                       |                                       |                                       | |
| Votos anulados                        | Votos anulados                                | Votos anulados                                | 1.509                                 | 0,36                                  |                                       |                                       |                                       |                                       | |
| Total de votos                        | Total de votos                                | Total de votos                                | 421.740                               | 100                                   |                                       |                                       |                                       |                                       | |
| Votantes registrados/participación    | Votantes registrados/participación            | Votantes registrados/participación            | 547.311                               | 77,06                                 |                                       |                                       |                                       |                                       | |
| Fuentes:                              |                                               |                                               |                                       |                                       |                                       |                                       |                                       |                                       | |